# Колтун Анатолій Мойсейович
Анатолій (Ісаак) Мойсейович Колтун (нар. 13 грудня 1888, місто Миколаїв, тепер Миколаївської області — лютий 1976, місто Москва, Російська Федерація) — радянський діяч, голова Катеринославського підпільного комітету КП(б)У, секретар Миколаївського губернського комітету КП(б)У. Член Центральної контрольної комісії ВКП(б) у 1930—1934 роках. 

## Біографія
Народився в бідній єврейській родині. У 1900—1903 роках — учень палітурної майстерні в Миколаєві. У 1903—1907 роках — робітник картонажно-тютюнової майстерні в Миколаєві.
Член РСДРП(б) з 1906 року.
У 1906—1907 роках — член правління нелегальної спілки робітників картонажників та гільзовиків Миколаєва. У 1907 році заарештований в Одесі, сидів два місяці у в'язниці, висланий з міста.
У 1908—1909 роках — робітник картонажної фабрики в Києві, член страйкового комітету. У 1909 році заарештований на залізничній станції Бяло, сидів у Мінській, потім у Миколаївській в'язниці. Наприкінці 1909 року відданий в солдати.
З 1909 по 1913 рік служив рядовим 133-го піхотного полку російської армії в Катеринославі. У 1913 році дезертирував, переховувався в Києві. Емігрував до Швейцарії, потім переїхав до Парижа, був членом Паризької секції РСДРП(б).
З 1914 по 1915 рік — доброволець французької армії, учасник Першої світової війни. У 1915 році поранений, провів в госпіталі кілька місяців, демобілізований.
З 1915 по липень 1917 року працював робітником заводів Ліона та Парижа. У липня 1917 року повернувся до Росії. 5 липня 1917 року заарештований в поїзді на станції Білий острів під Петроградом, але наступного дня був звільнений. Переїхав до Катеринослава.
У 1917—1918 роках — робітник картонажної фабрики в Катеринославі. У 1917 році — боєць загону Червоної гвардії, член штабу революційного комітету в Катеринославі. У 1917—1918 роках — голова Катеринославської губернської Спілки табачників і картонажників.
У 1918 році — член Катеринославського підпільного комітету РКП(б) і його військового відділу, член штабу більшовицьких військ, організатор підпільної друкарні і газети «Молот», організатор підпільної друкарні газети «Донецький пролетар» у Катеринославі; голова Катеринославського підпільного комітету КП(б)У.
Після захоплення міста більшовиками, в 1918—1919 роках — секретар Катеринославського військово-революційного комітету, завідувач політичного відділу Катеринославської губернської ради народного господарства; голова Катеринославської губернської Спілки табачників і картонажників.
У 1919 році (після захоплення Катеринославав військами генерала Денікіна) — член і голова Катеринославського підпільного комітету КП(б)У, секретар підпільного військово-революційного комітету. Наприкінці 1919 року переїхав до Миколаєва.
У 1919—1920 роках — секретар, голова Миколаївського підпільного комітету КП(б)У.
У 1920 році — секретар Миколаївського губернського комітету КП(б)У; голова Миколаївської губернської Спілки табачників і картонажників; заступник голови Миколаївської губернської робітничо-селянської інспекції.
У 1920—1923 роках — відповідальний секретар Міського районного комітету РКП(б) міста Царицина; завідувач обліково-розподільного та організаційного відділів, заступник відповідального секретаря Царицинського губернського комітету РКП(б).
У 1923—1925 роках — відповідальний секретар Промислового районного комітету РКП(б) міста Ярославля; відповідальний секретар Другого Промислового районного комітету РКП(б) міста Ярославля; секретар комітету РКП(б) заводу «Красный Перекоп» в Ярославлі.
У 1925—1927 роках — слухач Курсів марксизму при Комуністичній Академії та заступник секретаря партійного бюро курсів.
У 1927—1929 роках — голова Кустанайської окружної контрольної комісії ВКП(б) Казакської АРСР, член Казахстанської крайової контрольної комісії.
У 1929—1930 роках — відповідальний секретар Другого Промислового районного комітету ВКП(б) міста Ярославля Івановської промислової області.
У 1930—1932 роках — секретар партійної колегії Івановської Промислової обласної контрольної комісії ВКП(б). Одночасно, в 1931—1932 роках — голова Івановського Промислового обласного відділення Міжнародної організації допомоги борцям революції.
У 1932—1934 роках — голова Сталінської районної контрольної комісії ВКП(б) міста Москви, член президії Московської міської контрольної комісії і член Московської обласної контрольної комісії. У 1932 році навчався на тримісячному підготовчому відділенні Інституту Червоної професури.
У 1934—1935 роках — слухач Вищих академічних курсів при Народному комісаріаті важкої промисловості СРСР.
З листопада 1935 роках — член Верховного суду РРФСР. У 1941—1947 роках — народний суддя міста Троїцька Алтайського краю.
З 1947 року — заступник директора науково-дослідного інституту в Москві.
Потім — персональний пенсіонер у Москві.
Помер у лютому 1976 року. Похований в Москві.